# L'Action française et la Religion catholique
L'Action française et la Religion catholique est un essai du journaliste et homme politique français Charles Maurras publié en novembre 1913. Il s'agit d'une défense contre la menace de condamnation de l'Action française par la Sacrée congrégation du Saint-Office.

## Présentation
Maurras écrit hâtivement le livre durant l'automne 1913 avec les encouragements de Monseigneur Penon, du cardinal Anatole de Cabrières et Camille Bellaigue, camérier du pape Pie X et sympathisant de l'Action française,. Il s'agit pour Maurras de contrer la menace de condamnation de l'Action française par la papauté et de répondre aux diffamations de différents clercs. En effet, certains prélats voyaient d'un mauvais œil, l'influence de Maurras sur les cercles catholiques et en particulier sur la jeunesse. Maurras répond aux critiques formulées à l'encontre de sa « compréhension positive du christianisme et du catholicisme ». Il explique son cheminement intellectuel aux travers des lectures de Pascal, Kant et Hume. Par ailleurs, Maurras disqualifie Lucien Laberthonnière considéré comme « un moderniste plusieurs fois condamné par l'Église ».

## Réception
L'abbé Rousselot salue favorablement cet ouvrage où « [...] Maurras explique l'histoire de son incroyance et avoue l'échec de ses recherches philosophiques ».
En décembre 1913, un exemplaire relié fut adressé à Pie X.
En 1926, l’œuvre n'est pas mise à l'Index contrairement à La Politique religieuse de 1912 et plusieurs autres textes de Maurras.